# Paul Kurtz
Paul Kurtz (* 21. Dezember 1925 in Newark, New Jersey; † 20. Oktober 2012) war emeritierter Professor für Philosophie der Universität Buffalo. Er war der Gründer und Vorsitzender des Thinktanks Committee for Skeptical Inquiry (CSI), früher Committee for the Scientific Investigation of Claims of the Paranormal (CSICOP) genannt, des Council for Secular Humanism und des mittelständischen Buchverlags Prometheus Books.
Kurtz war Chefredakteur der Zeitschrift Free Inquiry vom Council for Secular Humanism. Er war Co-President (2. Vorsitzender) der International Humanist and Ethical Union (IHEU). Außerdem war er Mitglied der American Association for the Advancement of Science und Präsident der International Academy of Humanism. Er war Coautor des Humanistischen Manifests II. Der Asteroid (6629) Kurtz wurde nach ihm benannt.
Der Philosoph prägte den Begriff Eupraxsophie (ursprünglich Eupraxophie), der Philosophien und Weltanschauungen wie den säkularen Humanismus oder den Konfuzianismus bezeichnet, die keine Bezugnahme auf Transzendenz oder Übernatürliches enthalten. Das Kunstwort ist ein Kompositum aus den griechischen Worten für gut, Praxis und Weisheitsliebe.

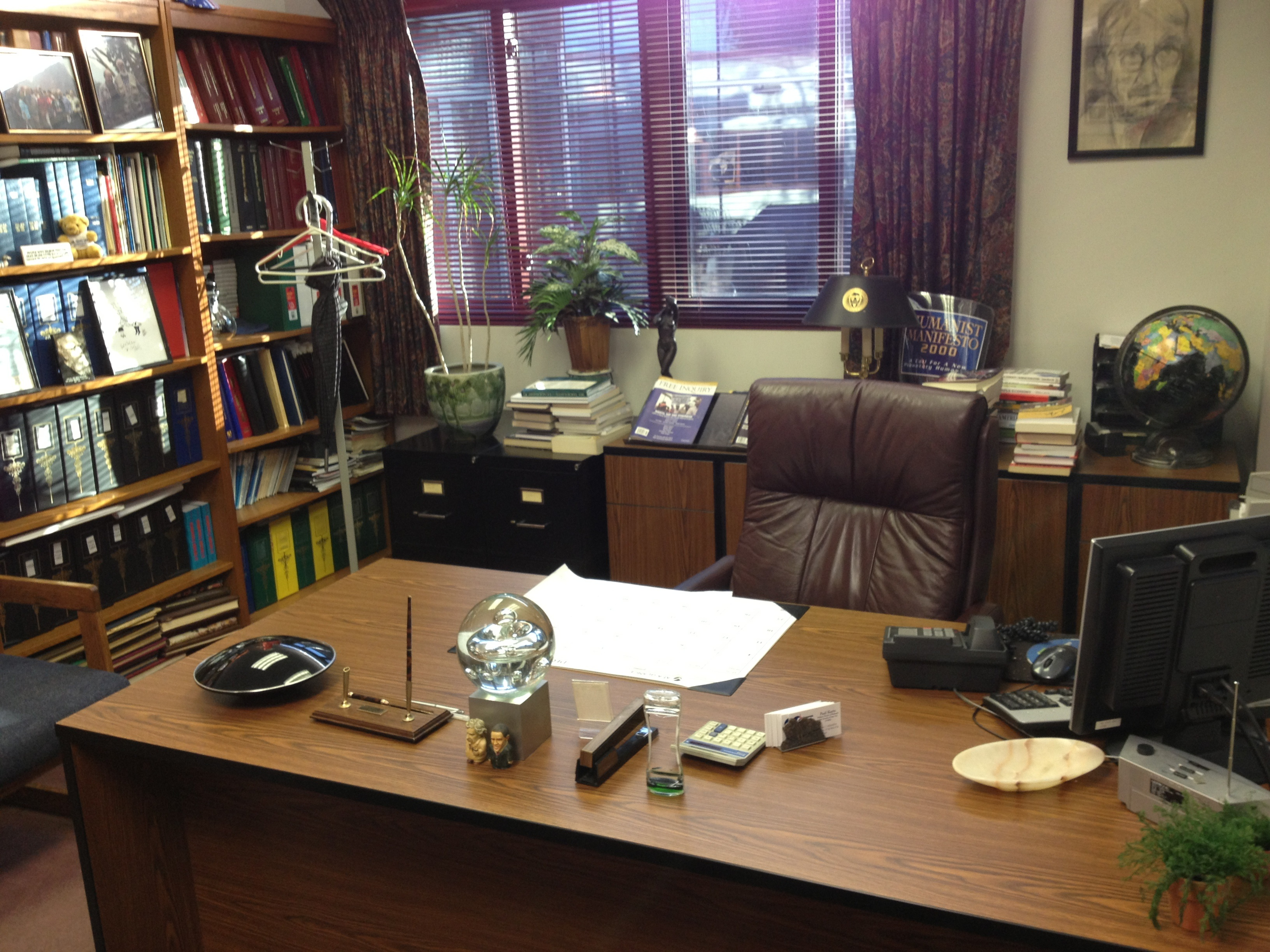
Büro von Paul Kurtz in Amherst, NY

## Werke

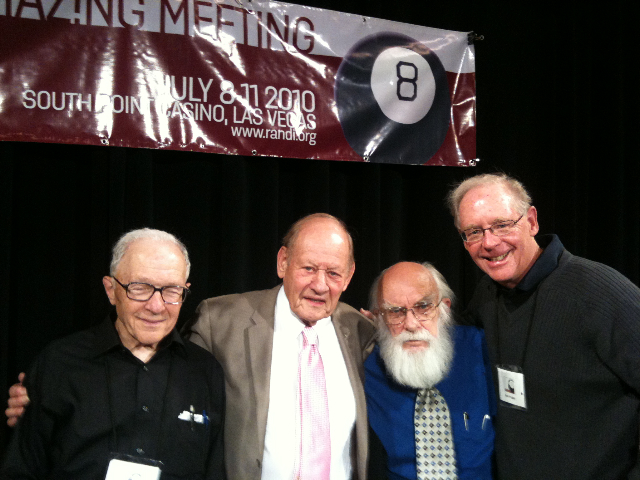
Ray Hyman, Paul Kurtz, James Randi und Ken Frazier im Juli 2010 in Las Vegas

- The Transcendental Temptation: A Critique of Religion and the Paranormal, 1986 ISBN 0-87975-645-4
- A Skeptic's Handbook of Parapsychology (Paul Kurtz, editor), 1985, Prometheus Books, ISBN 0-87975-300-5
- Forbidden Fruit: The Ethics of Humanism, 1988, Prometheus Books, ISBN 0-87975-455-9 (deutsch: Verbotene Früchte, Angelika Lenz Verlag, Neustadt a. Rübenberge 1998, ISBN 3-9804597-8-0)
- The New Skepticism: Inquiry and Reliable Knowledge, 1992, Prometheus Books, ISBN 0-87975-766-3
- The Courage to Become, 1997, Praeger/Greenwood, ISBN 0-275-96016-1
- Living Without Religion: Eupraxophy (Leben ohne Religion: Eupraxophie) ISBN 0-87975-929-1
- In Defense of Secular Humanism ISBN 0-87975-228-9
- Challenges to the Enlightenment: In Defense of Reason and Science by Paul Kurtz, et al, 1994 ISBN 0-87975-869-4
- Skepticism and Humanism: The New Paradigm, 2001 ISBN 0-7658-0051-9
- Science and Religion by Paul Kurtz, et al, 2003 ISBN 1-59102-064-6
- Affirmations: Joyful And Creative Exuberance, 2004 ISBN 1-59102-265-7